# تيري دوناهو
تيري دوناهو (بالإنجليزية: Terry Donahue)‏ هو لاعب كرة قدم أمريكية أمريكي، ولد في 24 يونيو 1944 في لوس أنجلوس في الولايات المتحدة.

## وصلات خارجية
- تيري دوناهو على موقع إن إن دي بي (الإنجليزية)